# Comuna de Iłowa
Iłowa (polaco: Gmina Iłowa) é uma gminy (comuna) na Polónia, na voivodia da Lubúsquia e no condado de Żagański. A sede do condado é a cidade de Iłowa.
De acordo com os censos de 2004, a comuna tem 7157 habitantes, com uma densidade 46,8 hab/km².

## Área
Estende-se por uma área de 153,05 km², incluindo:
- área agricola: 24%
- área florestal: 66%

## Demografia
Dados de 30 de Junho 2004:
|                      | Total   | Total | Mulheres | Mulheres | Homens  | Homens |
| -------------------- | ------- | ----- | -------- | -------- | ------- | ------ |
|                      | pessoas | %     | pessoas  | %        | pessoas | %      |
| População            | 7157    | 100   | 3643     | 50,9     | 3514    | 49,1   |
| Densidade (pop./km²) | 46,8    | 100   | 23,8     | 23,8     | 23      | 23     |

De acordo com dados de 2002, o rendimento médio per capita ascendia a 2415,38 zł.

## Comunas vizinhas
- Gozdnica, Osiecznica, Węgliniec, Wymiarki, Żagań, Żagań, Żary